# Plavž, Jesenice
Plavž je del Jesenic na Gorenjskem v Sloveniji. V preteklosti je bilo samostojno naselje. Ime je dobilo po tamkajšnjem plavžu.

## Zgodovina
Naselje se je razvilo v poznem 16. stoletju, ko je družina Bucelleni izpod Planine pod Golico preselila železarno. Bucelleni so leta 1584 zgradili nove plavže in graščino. Leta 1615 sta Orfej in Kamila Buccellini dala zgraditi cerkev sv. Barbare, ki jo je leta 1617 posvetil Tomaž Hren. Leta 1910 so na njenem mestu zgradili kapelo Marije Pomočnice.
Leta 1774 so plavže na tem območju opustili in graščino podrli. Območje naselja je bilo nato v kmetijski rabi do 50. let 20. stoletja, ko so zaradi urbanizacije Jesenic in širjenja jeseniške železarne tu, še posebej v 70. letih, postavili visoke stanovanjske bloke.
Leta 1906 so v naselju postavili grobišče smrtno ponesrečenih graditeljev železniškega predora Karavanke. V bližini stoji kapelica iz leta 1929, ki je posvečena žrtvam prve svetovne vojne, ter grobišče borcev NOB iz leta 1946. Vsi trije objekti od leta 1977 stojijo znotraj spominskega parka.
Skozi Plavž se vije današnja glavna cesta Na severnem delu Plavža leži Splošna bolnišnica Jesenice, največja osnovna šola v mestu (OŠ Toneta Čufarja Jesenice) in poslovno-industrijsko območje ob železniški progi.